# Marian Oprea
Marian Oprea (Pitești, 6 giugno 1982) è un triplista rumeno, vicecampione olimpico ad Atene 2004.

## Carriera
Oltre all'argento di Atene 2004, Oprea ha vinto anche la medaglia di bronzo ai mondiali del 2005 svoltisi a Helsinki. Ha inoltre conquistato due medaglie ai Campionati europei di atletica leggera, una di bronzo agli europei del 2006 di Göteborg ed una d'argento agli europei del 2010 di Barcellona. Il suo record personale è di 17.81 metri.

## Palmarès
| Anno | Manifestazione    | Sede           | Evento       | Risultato | Prestazione | Note                                     |
| ---- | ----------------- | -------------- | ------------ | --------- | ----------- | ---------------------------------------- |
| 1999 | Mondiali allievi  | Bydgoszcz      | Salto triplo | 4º        | 15,70 m     |                                          |
| 1999 | Europei juniores  | Riga           | Salto triplo | Bronzo    | 15,98 m     |                                          |
| 2000 | Mondiali juniores | Santiago       | Salto triplo | Oro       | 16,41 m     |                                          |
| 2001 | Europei juniores  | Grosseto       | Salto triplo | Oro       | 16,65 m     |                                          |
| 2001 | Mondiali          | Edmonton       | Salto triplo | 13º       | 16,62 m     |                                          |
| 2001 | Universiadi       | Pechino        | Salto triplo | Argento   | 17,11 m     |                                          |
| 2002 | Europei indoor    | Vienna         | Salto triplo | Argento   | 17,22 m     |                                          |
| 2002 | Europei           | Monaco         | Salto triplo | 14º (q)   | 16,47 m     |                                          |
| 2003 | Mondiali indoor   | Birmingham     | Salto triplo | 8º        | 16,59 m     |                                          |
| 2003 | Europei under 23  | Bydgoszcz      | Salto triplo | Argento   | 17,28 m     |                                          |
| 2003 | Mondiali          | Saint-Denis    | Salto triplo | 17º (q)   | 16,55 m     |                                          |
| 2004 | Mondiali indoor   | Budapest       | Salto triplo | 5º        | 17,19 m     |                                          |
| 2004 | Giochi olimpici   | Atene          | Salto triplo | Argento   | 17,55 m     |                                          |
| 2005 | Mondiali          | Helsinki       | Salto triplo | Bronzo    | 17,40 m     |                                          |
| 2006 | Mondiali indoor   | Mosca          | Salto triplo | 4º        | 17,34 m     |                                          |
| 2006 | Europei           | Göteborg       | Salto triplo | Bronzo    | 17,18 m     |                                          |
| 2008 | Giochi olimpici   | Pechino        | Salto triplo | 5º        | 17,22 m     |                                          |
| 2010 | Europei           | Barcellona     | Salto triplo | Argento   | 17,51 m     | Miglior prestazione personale stagionale |
| 2011 | Europei indoor    | Parigi         | Salto triplo | Bronzo    | 17,62 m     | Miglior prestazione personale stagionale |
| 2011 | Mondiali          | Taegu          | Salto triplo | 15º (q)   | 16,61 m     |                                          |
| 2012 | Mondiali indoor   | Istanbul       | Salto triplo | 11º       | 16,58 m     |                                          |
| 2012 | Europei           | Helsinki       | Salto triplo | 19º       | 16,17 m     |                                          |
| 2013 | Mondiali          | Mosca          | Salto triplo | 6º        | 16,82 m     |                                          |
| 2014 | Mondiali indoor   | Sopot          | Salto triplo | 4º        | 17,21 m     |                                          |
| 2014 | Europei           | Zurigo         | Salto triplo | 5º        | 16,94 m     | Miglior prestazione personale stagionale |
| 2015 | Europei indoor    | Praga          | Salto triplo | Bronzo    | 16,91 m     | Miglior prestazione personale stagionale |
| 2015 | Mondiali          | Pechino        | Salto triplo | 6º        | 17,06 m     |                                          |
| 2016 | Mondiali indoor   | Portland       | Salto triplo | 10º       | 16,27 m     |                                          |
| 2016 | Europei           | Amsterdam      | Salto triplo | 27º (q)   | 15,40 m     |                                          |
| 2016 | Giochi olimpici   | Rio de Janeiro | Salto triplo | nm (q)    | nm (q)      |                                          |
| 2018 | Europei           | Berlino        | Salto triplo | 21º (q)   | 15,93 m     |                                          |